# Wilde Rosen
Wilde Rosen ist ein Walzer von Johann Strauss (Sohn) (op. 42). Das Werk wurde am 22. August 1847 im Gasthaus Kwiatkowsky in der Nähe des damaligen Wien Gloggnitzer Bahnhofs erstmals aufgeführt.

## Einzelnachweis
1. ↑  Quelle: Englische Version des Booklets (Seite 112) der 52 CDs umfassenden Gesamtausgabe der Orchesterwerke von Johann Strauß (Sohn), Hrsg. Naxos (Label). Das Werk ist als fünfter Titel auf der 43. CD zu hören.